# Gare de Satu Mare
 (juillet 2022).
Si vous disposez d'ouvrages ou d'articles de référence ou si vous connaissez des sites web de qualité traitant du thème abordé ici, merci de compléter l'article en donnant les références utiles à sa vérifiabilité et en les liant à la section « Notes et références ».
La gare de Satu Mare est une gare ferroviaire importante en Roumanie dans le Județ de Satu Mare.

## Histoire
Le bâtiment est de 1870 sur la ligne Debrecen-Korolev du projet de Ferenc Pfaff. Le bâtiment actuel est de 1899 et est classé monument historique.

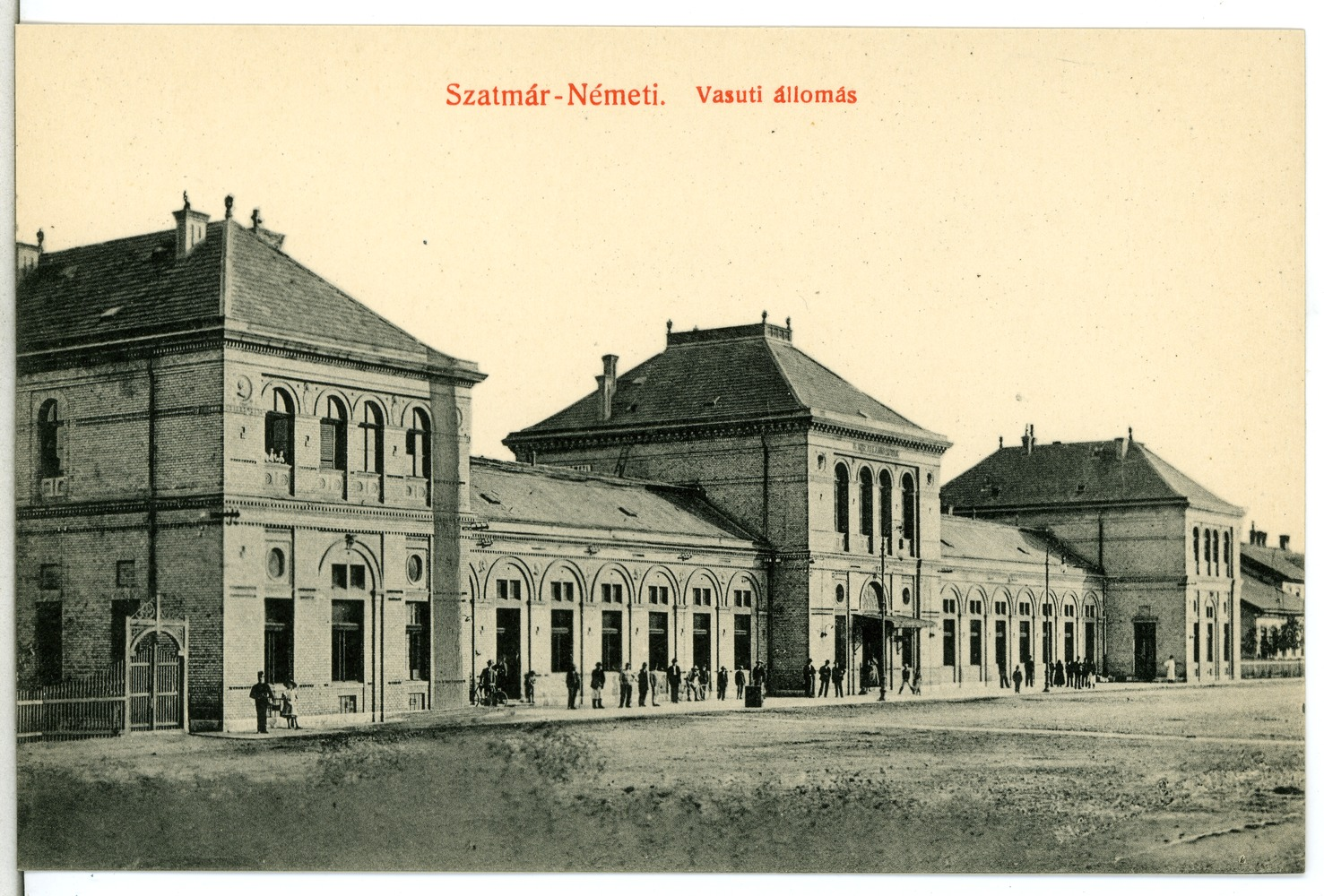
EN 1911.

## Service des voyageurs

### Desserte
De nombreuses lignes des Chemins de fer roumains (Căile Ferate Române), Ligne magistrale 400-402-417 relient la ville à : Halmeu et l'Ukraine via la gare de Khoust ; Negrești-Oaș et Bixad ; Baia Mare, Dej et Brașov ; Viile Satu Mare ; Carei et Oradea.